# 吳主光
吳主光，本名吳悅能（Rev. David NG，1940年—2017年6月10日），香港基督教牧師，平安福音堂創辦人之一。

## 生平
吳主光成長於深水埗，幼時參加黑社會，約於1948至1950年讀崇真小學。於1954至1961年間，在陳喜謙牧師帶領的浸信會少年團聯會夏令會中信主，並受浸成為浸信會會友。 後在青山道尾一木屋區內向貧窮人傳福音，至1962年創立一間獨立教會，初時取名新圍村福音堂，後來發展成為許多分堂之時，即改名為平安福音堂；2011年已增長到三十七間堂。
吳主光於1970年畢業於香港海外神學院，畢業後於菲律賓牧養教會，兩年後回港於平安福音堂牧會，稍後兼任香港海外神學院教席，兩年後升任神學院副院長，合共十二年之久。
1988年，吳主光接受按牧後移民加拿大，受聘為「列治文華人宣道會」主任牧師。六年半後離開宣道會，在列治文創立列治文平安福音堂。到1999年十一月，吳主光應香港平安福音堂的邀請，從加拿大回流返港，出任九龍城平安福音堂（即現今尖沙咀平安福音堂）長老傳道。同時，吳牧師亦與香港海外神學院校友創辦整全訓練神學院，成為該神學院之第一任院長。
2008年底，吳主光因年近七十而退休，辭去尖沙咀平安福音堂傳道人職位，只答應做深水埗和尖沙咀平安福音堂長老並顧問；同時亦辭去整全訓練神學院之院長職位，只專心任教神學和寫作屬靈書籍。其間，也曾在衛道神學研究院任客席教授，主要講授「佈道學」與「教會增長」。
2017年6月10日下午1點10分，吳主光在香港沙田威爾斯親王醫院逝世，享年77載。

## 信仰特徵
吳主光牧師稱自己為有美南浸信會背景的「深水埗浸信會」信徒。他的信仰特徵包括以屬靈優先、認為擘餅（聖餐）聚會是教會蒙福主要原因、視羅馬天主教為異端

、反對靈恩派、反對基督教與異端教會大合一、避免金字塔式的「總會領導」等。

## 爭議
吳主光曾發表許多出位及富爭議性的言論，例如利用例子間接批評爆炸論，在講道中多次宣稱在普世教會內有許多基督徒不得救，好的教會當中也有三份一人不得救，差的教會情況更壞。他又指許多基督教界的名人，如著名美國葛培理牧師全家不得救，因為其相信不信耶穌也可以得救。復又在2007年葛福臨佈道團來香港的時候批評佈道團表面上是傳福音，骨子裡其實還是推動「教會大合一運動」。

## 著作
吳主光牧師著作及翻譯甚豐，包含了不少1970年至近代中文基督教刊物等等。
小冊子：
| · 那一位是真神？          | · 人造衛星發現方舟           | · 可信可佩服的救主 |
| · 基督教與天主教的分別    | · 你怕想到人生之後嗎？       | · 最理想靈修       |
| · 怎樣清楚得救？          | · 怎麼清楚蒙召傳道？         | · 決志之後         |
| · 祂是誰？我是誰？        | · 介紹你認識耶穌             | · 真假方言         |
| · 你滿意自己的生活嗎？    | · 財主的煩惱                 | · 如果沒有神？     |
| · 你需要耶穌              | · 中國傳統佛教與基督教的比較 | · 交鬼與趕鬼       |
| · 主斷開一切鎖鏈          | · 真誠的可貴                 | · 最後大審判       |
| · 進化論批判 ─ 迷信與相信 |                              |                    |

書籍：
- 《佈道、陪談、栽培》，種籽出版社，1979年
- 《靈修生活》，種籽出版社，1979年
- 《教會質素增長》，種籽出版社，1981年
- 《褔音神學暨福音難題解答》，天道出版社，1987年
- 《靈恩運動全面研究(增訂版)》，種籽出版社，1991年
- 《受浸輔導課程》(附﹕受浸輔導問卷)，角聲出版社，1996年
- 《啟示錄研經亮光》，種籽出版社，1999年
- 《教會大合一運動可以接納嗎？》，種籽出版社，2003年
- 《蒙召、受訓、傳道》，種籽出版社，2004年
- 《使徒行傳研經亮光》，種籽出版社，2004年
- 《路加福音研經亮光》(上)(下)，種籽出版社，2006年
- 《雅歌研經亮光》，種籽出版社，2006年
- 《從創造論至末世論看撒但的來龍去脈》，種籽出版社，2011年
- 《傳道書研經亮光》，種籽出版社，2013年
- 《創世記研經亮光 》，種籽出版社，2017年
- 《聖經中的屬靈路線：實用牧會學 》，種籽出版社，2017年
- 《以弗所書研經亮光  》，種籽出版社，2017年

翻譯書籍：
- 《聖經研究─新約》共二冊，巴斯德著，種籽出版社，1975年
- 《鬼附與精神病》，種籽出版社，1978年
- 《羅馬天主教的福音》
- 《祈理魁神父傳》，角聲出版社，1998年
- 《葛培理與羅馬天主教》，種籽出版社，2003年